# 오카게배 바둑토너먼트
오카게배 바둑토너먼트(일본어: おかげ杯)는 일본기원이 주최하고 주식회사 하마다가 협찬하는 바둑 대회이다.

## 상금
- 우승 상금 300만엔(약 3,000만원).

## 대회 규정
- 30세 이하 기사들이 참가한다.
- 예선을 거쳐 16명에 의한 토너먼트로 우승자를 가린다.
- 제한 시간은 1수 30초, 도중 고려 시간 1분 10회.

## 역대 우승자
| 회수 | 연도 | 우승                  | 전적 | 준우승                |
| ---- | ---- | --------------------- | ---- | --------------------- |
| 1    | 2010 | 장리요우 7단          | 1-0  | 오오하시 히로후미 4단 |
| 2    | 2011 | 안자이 노부아키 6단   | 1-0  | 시다 다쓰야 4단       |
| 3    | 2012 | 안자이 노부아키 6단   | 1-0  | 세토 다이키 7단       |
| 4    | 2013 | 이치리키 료 3단       | 1-0  | 안자이 노부아키 6단   |
| 5    | 2014 | 이치리키 료 7단       | 1-0  | 세토 다이키 7단       |
| 6    | 2015 | 위정치 7단            | 1-0  | 이치리키 료 7단       |
| 7    | 2016 | 이치리키 료 7단       | 1-0  | 안자이 노부아키 7단   |
| 8    | 2017 | 무라카와 다이스케 8단 | 1-0  | 리이시우 7단          |
| 9    | 2018 | 쉬자위안 8단          | 1-0  | 위정치 7단            |
| 10   | 2019 | 시바노 토라마루 7단   | 1-0  | 아다치 토시마사 6단   |
| 11   | 2020 | 이치리키 료 9단       | 1-0  | 이다 아츠시 8단       |

## 같이 보기
- 오카게배 국제신예바둑대항전